# Svenska Möbelfabrikerna i Bodafors
AB Svenska Möbelfabrikerna i Bodafors är ett svenskt möbelföretag. Företaget har också haft namnen Wendahls möbelindustri, AB Bodafors stol- och möbelfabrik, AB Svenska Möbelfabrikerna, AB Svenska Möbelfabriken (i Bodafors) och Svenska Möbelfabriken AB.
Spiksmeden Axel Hägg och hans bröder började tillverkning av takstickor vid Boda kvarn 1872 och övergick efter några år på 1870-talet till att göra pinnstolar i Bodafors stolfabrik med hjälp av remdrivna svarvar, med bönderna i trakten levererande tillyxade stolsben som halvfabrikat. År 1893 fick företaget guldmedalj för sin stolar på Världsutställningen i Chicago och ombildades 1907 till ett aktiebolag.
Senare utvecklades företaget under ledning av bröderna John Albert Zeinwoldt (1859–1913) och Frans Oskar Zeinwoldt (1860–1924). Det fusionerades 1918 med flera andra möbeltillverkande företag, bland andra Carl Fredrikssons Träförädlings AB i Katrineholm och den 1819 grundade Värnamo Möbelfabrik.  Det var under en period den största möbeltillverkaren i Norden med som mest omkring 400 anställda i fabriker i Bodafors och Värnamo.  
Under åren 1925–1956 var Axel Larsson anställd som formgivare. Företaget samarbetade också med andra svenska möbelformgivare som Carl Malmsten, Bertil Fridhagen, Oscar Nilsson och senare Bruno Mathsson. Företaget fick guldmedalj på Världsutställningen i Paris 1925. Det tillverkade möbler och inredningar för affärslokaler, biografer, skolor, restauranger, sjukhus och fartyg. År 1951 köptes det av AB Åtvidabergs industrier och hade 1952 en omsättning på 6,3 miljoner kronor och 365 anställda.
År 1971 uppgick företaget i DUX-gruppen.